# Purchas Hill
Der Purchas Hill (Māori:

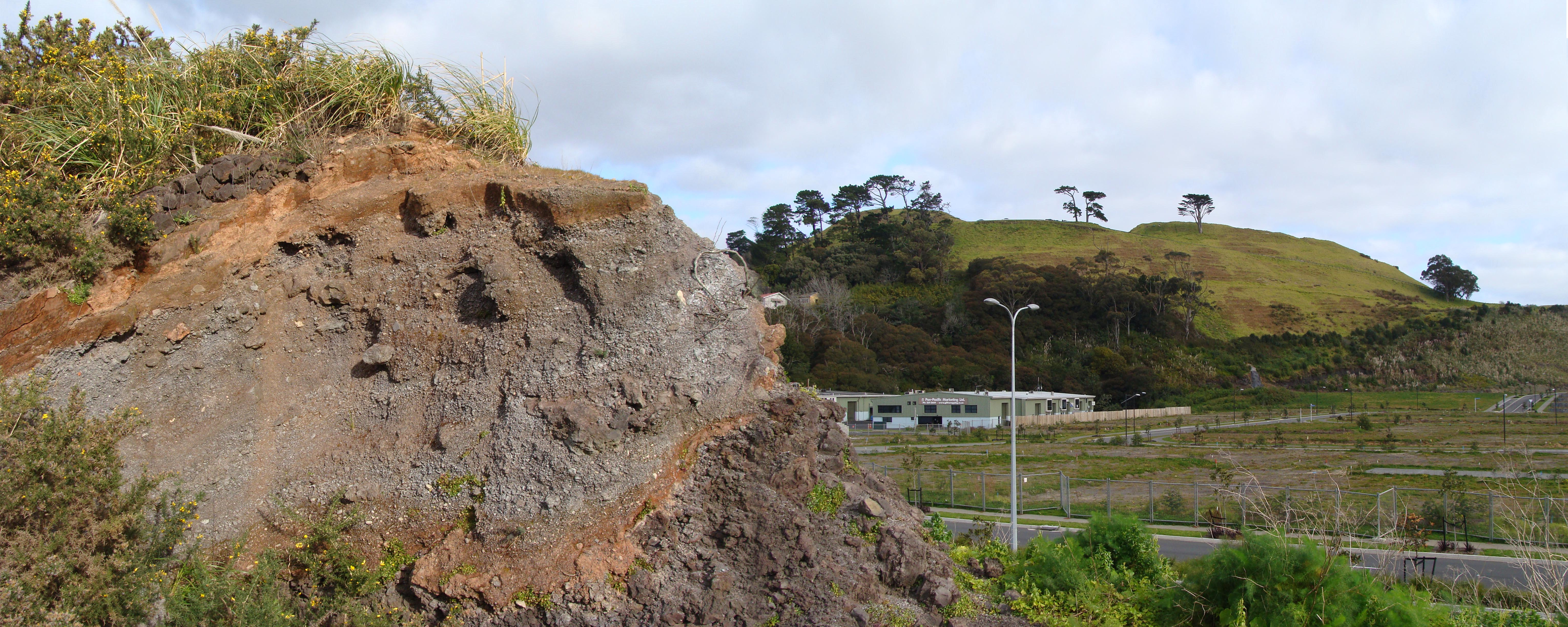
Überrest des Purchas Hill mit Mount Wellington im Hintergrund.

Te Tauoma) ist einer der Vulkane des Auckland Volcanic Field und liegt nördlich des Mount Wellington. Der Schlackenkegel mit Doppelkrater war etwa 50 m hoch, bevor er bis auf wenige Überreste dem Steinbruch zum Opfer fiel. 
Der Schlackenkegel befand sich in der Mitte eines großen Tuffringes. Er brach vor 10.000 Jahren kurz vor seinem größeren Nachbarn, dem Mt. Wellington, aus. Hochstetter benannte ihn nach dem Reverend Arthur Guyon Purchas (1821–1906) aus Dankbarkeit für dessen Hilfe bei seiner geologischen Arbeit.